# Diakonisse

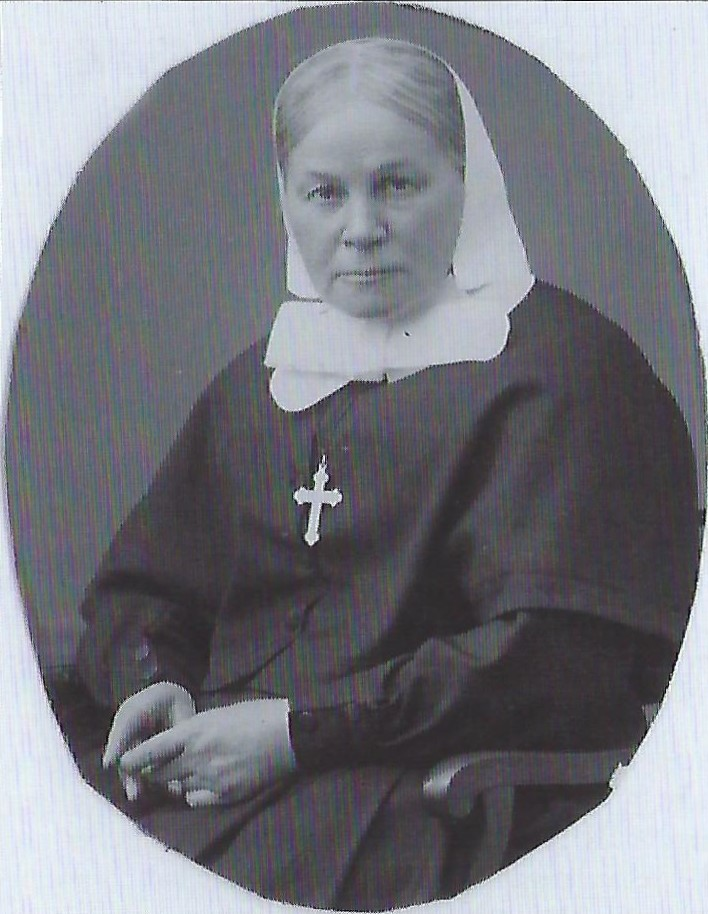
Die Flensburger Diakonisse Käthe Haken, ca. 1910

Eine Diakonisse (weibliche Form von altgriechisch διάκονος diákonos Diener, Knecht; neugriechisch διάκονος Diakon, διακόνισσα Diakonin; spätgriechisch διακονίσσα diakoníssa; kirchenlateinisch diaconissa‚ [Kirchen-]Dienerin), gelegentlich auch Diakonissin, lebt und dient in einer verbindlichen evangelischen Lebens-, Glaubens- und Dienstgemeinschaft (Schwesterngemeinschaft). Das männliche Pendant ist der diakonische Bruder.

## Merkmale und Besonderheiten des Diakonissendienstes
In Diakonissengemeinschaften „haben sich Menschen zusammengeschlossen, die ihren Dienst als Auftrag Jesu Christi verstehen und ihn in verbindlicher Gemeinschaft erfüllen möchten“. Sie sind vielfältig in den diakonischen Aufgaben der Kirche tätig: in Gemeinden, Krankenhäusern, Alten- und Pflegeheimen, Kindergärten, Horten und Kinderheimen, in der offenen Jugendarbeit, in Ausbildungsstätten und anderen diakonischen Bereichen.

### Diakonissen in genossenschaftlicher Form
In der traditionellen Form – heute als „Diakonissen in genossenschaftlicher Form“ bezeichnet – leben Diakonissen in der Regel in einem Diakonissenhaus oder einer Diakonissenanstalt, von dem sie eine Aufgabe übertragen bekommen oder in einen Dienst entsandt werden. Sie verpflichten sich zu einem einfachen Lebensstil, Ehelosigkeit und Gehorsam. Maßgeblich für diese Maxime ist die jeweilige Ordnung der Gemeinschaft. Die Diakonissen werden dabei in einem Einsegnungsgottesdienst unter Handauflegung gesegnet. Sie tragen meist eine Schwesterntracht, die gewöhnlich aus einem dunkelblauen, grauen oder schwarzen Kleid, einer Schürze und einer weißen Haube oder einem weißen  Schleier besteht.
Einzelne Schwesternschaften regeln gegenwärtig die Frage nach der Tracht unterschiedlich. So tragen manche Schwestern die Tracht nur noch zu Anlässen der Schwesternschaft oder an den kirchlichen Festen. Ebenso wurde die Vorschrift der Lebensgemeinschaft gelockert. Manche Diakonissen bekommen ein reguläres Gehalt für ihren Dienst und haben auch das Recht auf eine eigene Wohnung.
Diakonissen in genossenschaftlicher Form bleiben ihrem Mutterhaus (Diakonissenhaus) ihr ganzes Leben verbunden. Sie stellen ihr Einkommen bis auf ein monatliches Taschengeld einer gemeinsamen Kasse zur Verfügung. Dafür wird in den Mutterhäusern die gegenseitige Kranken- und Altenpflege im Bedarfsfall sichergestellt.

### Diakonissen in neuer Form
In zahlreichen Diakonischen Gemeinschaften ist in den letzten Jahrzehnten eine neue Form der Zugehörigkeit entstanden. Diese Diakonissen bilden eine Glaubens- und Arbeitsgemeinschaft, jedoch keine Lebensgemeinschaft. Das heißt, sie leben eigenständig, können heiraten, eine Familie gründen und tragen in der Regel auch keine Tracht mehr als Erkennungszeichen, sondern oft eine Brosche oder Kette. Sie verfügen über eigenes Einkommen und eigene Verantwortung für ihre Versorgung. Die Frauen, teilweise auch Männer, übernehmen ein Amt, in das sie durch die Landeskirche eingesegnet werden. Dazu gehört in der Regel eine berufsbegleitende diakonisch-theologische Weiterbildung. Sie arbeiten in herkömmlichen diakonischen Arbeitsfeldern, können aber auch nicht-diakonische Berufe haben. „Heute sind in den Diakonischen Gemeinschaften Männer und Frauen zusammengeschlossen, die bewusst in der Nachfolge Jesu stehen und in seinem Namen hilfebedürftigen Menschen dienen wollen“, so der Kaiserswerther Verband deutscher Diakonissen-Mutterhäuser.

## Geschichte

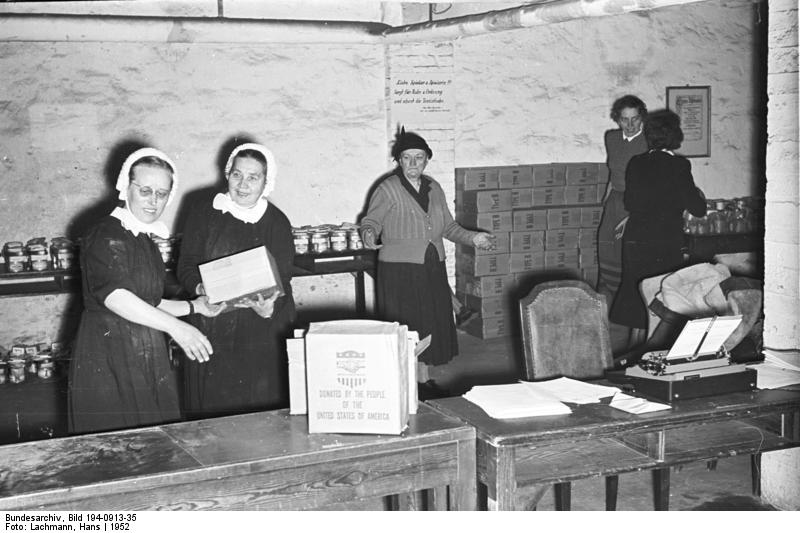
Diakonissen beim Verteilen von CARE-Paketen der Inneren Mission, 1952

Das Diakonissenamt wird auf das biblische Vorbild der Phoibe von Kenchreä, die im Dienst der urchristlichen Gemeinde von Kenchreä stand (Röm 16,1 ), zurückgeführt.
Theodor Fliedner reaktivierte nach Kontakten mit den niederländischen Mennoniten und der englischen Reformerin der Gesundheitsfürsorge Elizabeth Fry 1836 in Kaiserswerth den Dienst der Diakonisse nach urchristlichem Vorbild. Um die Diakonissen vor Angriffen zu schützen und ihren Lebensstil zu unterstreichen, gab er ihnen eine Tracht und stellte Richtlinien auf, die den Tagesablauf der Diakonissen strukturieren und reglementieren sollten. Die Lebensumstände von Frauen und die Motivation junger Frauen zu eigenständiger Arbeit im Kontext der Nächstenliebe waren Fliedner ein wesentliches Anliegen. So war im 19. Jahrhundert vielen Frauen neben der geistlichen Motivation auch die Sicherung ihres Lebensunterhalts ein Motiv, in den Diakonissendienst einzutreten. Mit der Entwicklung der Erwerbstätigkeit von Frauen trat diese Motivation jedoch in den Hintergrund.
Mit der allmählichen Entwicklung und Professionalisierung des Gesundheitswesens vor allem zu Beginn des 20. Jahrhunderts erfolgte eine stärkere Abgrenzung und Definition des Diakonissendienstes. Die Gründung des Kaiserswerther Verbandes im Jahr 1916 sowie die Herausgabe einer Zeitschrift, Die Diakonisse, zwischen 1926 und 1941 dokumentieren diese Entwicklung. In dieser Zeit wurde der Diakonissendienst als „biblisch begründete Hingabe“ definiert, die sich nicht mit rationalen Begriffen und Gesetzgebungen fassen lasse. Nach 1945 rückte die Frage nach einer theologischen Qualifizierung stärker in den Fokus.
Im Kaiserswerther Verband sind rund 70 Mitgliedseinrichtungen mit etwa 50.000 Mitarbeitenden, darunter etwa 1.600 Diakonissen und 3.000 Diakonische Schwestern und Brüder, zusammengeschlossen.
Die Kaiserswerther Diakonisse und Pflegehistorikerin Anna Sticker beschäftigte sich mit der Geschichte der Diakonissen und baute das Theodor-Fliedner-Archiv in Kaiserswerth auf, das heute zur Fliedner-Kulturstiftung Kaiserswerth gehört.